# Nagé
Nagé é um povoado situado na margem direita do Rio Paraguaçu, na Bahia e em plena Baía do Iguape.
A sua população vive da pesca e de pequena agricultura familiar e produção de peças de barro como o comércio de caranguejo, devido à proximidade das cidade de Maragogipe e de São Félix, muitos lá trabalham.
No turismo, Nagé é muito conhecido pelas regatas de barcos a vela que fazem o percurso Baía de Aratu — Nagé, caracterizado por ter um trecho de difícil navegação dentro do Rio Paraguaçu, devido às fortes correntezas influenciadas pela variação das marés e da pouca largura do rio, o que dificulta as manobras dos barcos a vela.